# Narciso (Caravaggio)
Narciso é uma pintura do mestre barroco italiano Caravaggio, pintada por volta de 1597 e 1599. Encontra-se atualmente na Galleria Nazionale d'Arte Antica em Roma.
A pintura foi originalmente atribuída a Caravaggio por Roberto Longhi em 1916. Este é um dos únicos dois Caravaggios conhecidos sobre o tema da mitologia clássica, embora isso se deva mais aos acidentes de sobrevivência do que à obra do artista. Narciso, segundo o poeta Ovídio em suas Metamorfoses, é um belo jovem que se apaixona por seu próprio reflexo. Incapaz de se afastar, ele morre de paixão e, mesmo enquanto atravessa o Estige, continua a olhar para seu reflexo (Metamorfoses 3: 339–510).

## Contexto
A história de Narciso foi frequentemente referenciada ou recontada na literatura. Dante, em Paradiso (3.18–19) e Petrarca, em Il Canzoniere (45–46) são exemplos. O mito era bastante conhecido nos círculos de colecionadores que Caravaggio frequentava no período, como os do cardeal Francesco Maria del Monte e do banqueiro Vincenzo Giustiniani. O amigo de Caravaggio, o poeta Giambattista Marino, escreveu uma descrição de Narciso.
A história de Narciso era particularmente atraente para os artistas, de acordo com o teórico renascentista Leon Battista Alberti: "o inventor da pintura [...] foi Narciso [...] O que é a pintura senão o ato de abraçar por meio da arte a superfície da água?".

## Descrição
Caravaggio pintou um pajem adolescente vestindo um elegante gibão de brocado, inclinando-se com as duas mãos sobre a água, enquanto contemplava seu próprio reflexo distorcido. A pintura transmite um ar de melancolia taciturna: a figura de Narciso está trancada em um círculo vicioso com seu reflexo, cercada pela escuridão, de modo que a única realidade está dentro desse ciclo de autoestima. O crítico literário do século XVI Tommaso Stigliani explicou o pensamento contemporâneo de que o mito de Narciso "demonstra claramente o final infeliz daqueles que amam demais suas coisas".